# Hevea
Hevea és un gènere de plantes amb flors dins la família euforbiàcia. Està compost per unes 39 espècies. Hi pertany l'arbre que proporciona la major part del cautxú del món (Hevea brasiliensis). Altres espècies que proporcionen làtex aprofitable pertanyen a altres famílies botàniques com l'asteràcia a la qual pertany el guaiule per exemple.
La primera espècie d'Hevea descrita va ser Hevea guianensis descoberta a la Guaiana francesa per François Fresneau de La Gataudière i descrita el 1775 pel botànic Fusée-Aublet, qui va donar nom al gènere basant-se en una paraula quítxua
El gènere és originari de la conca del riu Amazones.

## Taxonomia
| - Hevea andinensis - Hevea apiculata - Hevea benthamiana - Hevea brasiliensis - Hevea camargoana - Hevea camporum - Hevea caucho - Hevea collina - Hevea confusa - Hevea cuneata - Hevea discolor - Hevea duckei - Hevea elastica | - Hevea foxii - Hevea glabrescens - Hevea gracilis - Hevea granthami - Hevea guianensis - Hevea huberiana - Hevea humilior - Hevea janeirensis - Hevea kunthiana - Hevea lutea - Hevea marginata - Hevea membranacea - Hevea microphylla | - Hevea minor - Hevea nigra - Hevea nitida - Hevea paludosa - Hevea paraensis - Hevea pauciflora - Hevea peruviana - Hevea randiana - Hevea rigidifolia - Hevea sieberi - Hevea similis - Hevea spruceana (Benth.) Müll.Arg. - Hevea viridis |